# Klaus Richrath
Klaus Richrath (* 1937 in Berlin; † 7. Oktober 2012) war ein deutscher Architekt und Stadtplaner, der in Karlsruhe als Hochschullehrer wirkte.

## Leben und Wirken
Richrath studierte von 1956 bis 1962 an der Universität Karlsruhe und schloss mit Diplom ab. In den 1960er Jahren war er in Schleswig-Holstein und in Freiburg im Breisgau als Architekt sowie Stadtplaner tätig. Von 1964 bis 1967 war er Assistent am Institut für Stadt- und Landesplanung, von 1967 bis 1980 am Lehrstuhl für Städtebau und Entwerfen der Universität Karlsruhe. 1974 promovierte er zum Dr.-Ing. an der Universität Karlsruhe mit einer Arbeit zum Thema „Siedlungsstruktur und Nahverkehr in Agglomerationen“. In seinen Publikationen befasste er sich mit der Oberrhein-Region, unter anderem mit dem öffentlichen Personennahverkehr.
Von 1980 bis 2001 war er Professor für Stadt- und Regionalplanung an der Universität Karlsruhe, 1992–1994 Vertretungsprofessor für Städtebau an der Hochschule für Architektur und Bauwesen (HAB) Weimar. Richrath war Mitglied im Deutschen Werkbund, der DASL und der SRL. 
Nach schwerer Krankheit verstarb Richrath am 7. Oktober 2012.

## Schriften
(Auswahl)
- Stadtverkehr und öffentlicher Personennahverkehr im zentralen Oberrheingebiet: Stadt Karlsruhe, Landkreise Bruchsal, Karlsruhe, Rastatt, Karlsruhe 1968
- Siedlungsstruktur und Nahverkehr in Agglomerationen: zur Kritik städtebaulicher Planungskonzepte unter dem Aspekt des Personennahverkehrs (Dissertation), Karlsruhe 1974
- Beiträge zur Entwicklung des Raumes Karlsruhe: Kritische Anmerkungen zu einigen Aspekten der Regionalplanung, Karlsruhe 1976
- Einige Anmerkungen und Vorschläge zur Nordtangente, Karlsruhe 1981
- Der Oberrhein und das „neue Europa der Städte und Regionen“, in: Europäische Region Oberrhein: Kooperation an einer historischen Grenze; vorbereitender Bericht zur Jahrestagung der DASL 1992 in Karlsruhe, herausgegeben von Christoph Jentsch, Mannheim 1992 ISBN 3-87804-217-5, S. [65]–79
- Zur Entwicklung des Campus der Universität Karlsruhe (TH), der Abteilung und Fakultät für Architektur und der Städtebaulehre (= Band 7 der Schriftenreihe „Karlsruher städtebauliche Schriften“), 1. Auflage, Karlsruhe 1996, ISBN 3-930092-07-7
- Zwischen Utopie und Schwarzbrot: Glossen und andere aufrichtige Nacherzählungen über Architektur und Städtebau in einer Stadt am Oberrhein 2000–2010, Karlsruhe 2011

als Herausgeber:
- Assistenten und Mitarbeiter von Professor Dr.-Ing. E.h. Otto Ernst Schweizer. Erinnerungen, Episoden, Interpretationen, eigene Arbeiten, Karlsruhe 2005